# Witold Bałażak
Witold Mieczysław Bałażak (ur. 15 listopada 1964 w Radomiu) – polski polityk, technik energetyk, poseł na Sejm V kadencji, od 2009 prezes Ligi Polskich Rodzin.

## Życiorys
W 1990 ukończył Technikum Energetyczne w Radomiu. W latach 1993–1997 studiował na Wydziale Teologii Katolickiego Uniwersytetu Lubelskiego (nie uzyskał tytułu zawodowego magistra). W latach 1983–1987 pracował jako elektryk zakładowy w Fabryce Łączników w Radomiu. Od 1988 do 1997 zatrudniony w przedsiębiorstwie Miastoprojekt Radom. Od 1997 do 2003 był asystentem projektanta w biurze usług technicznych w Radomiu.
Od 1990 należał najpierw jako członek, następnie prezes okręgu radomskiego do Stronnictwa Narodowego. Z listy tej partii bezskutecznie ubiegał się o mandat poselski w wyborach parlamentarnych w 1991. Pozostając członkiem SN, bez powodzenia kandydował do Sejmu w wyborach parlamentarnych w 1997 z listy Bloku dla Polski, a w wyborach w 2001 z ramienia Ligi Polskich Rodzin, do której następnie wstąpił. Zasiadł we władzach krajowych tej partii, kierował radomskim oddziałem LPR. W wyborach samorządowych w 1998 bezskutecznie ubiegał się o mandat radnego sejmiku mazowieckiego z listy komitetu Rodzina Polska. W latach 2002–2005 zasiadał w tym gremium z ramienia LPR.
W 2004 bezskutecznie kandydował w wyborach do Parlamentu Europejskiego z okręgu mazowieckiego. W wyborach parlamentarnych w 2005 z ramienia LPR został wybrany posłem na Sejm V kadencji z okręgu radomskiego (otrzymał 6420 głosów). Zasiadał w Komisji Administracji i Spraw Wewnętrznych oraz Komisji do Spraw Służb Specjalnych. Od 2005 do 2006 był także wiceprzewodniczącym Komisji Samorządu Terytorialnego i Polityki Regionalnej.
W wyborach parlamentarnych w 2007 bez powodzenia ubiegał się o reelekcję (otrzymał 1543 głosy). Od lipca do listopada 2007 był członkiem Rady Służby Publicznej.
W 2009 bez powodzenia kandydował z listy KW Libertas w wyborach do Parlamentu Europejskiego w okręgu wyborczym Mazowsze (otrzymał 627 głosów). W październiku tego samego roku na kongresie LPR został wybrany prezesem partii.